# Équipe de Suisse de football en 1986
Cet article présente les résultats de l'équipe de Suisse de football lors de l'année 1986.

## Bilan
|           | Nombre de matchs | Victoires | Défaites | Matchs nuls | Buts marqués | Buts encaissés |
| Domicile  | 4                | 2         | 1        | 1           | 5            | 2              |
| Extérieur | 4                | 0         | 3        | 1           | 3            | 7              |
| Neutre    | 0                | 0         | 0        | 0           | 0            | 0              |
| Total     | 8                | 2         | 4        | 2           | 8            | 9              |

## Matchs et résultats
| Match amical                             | Turquie      | 1 - 0   | Suisse | Şehir Stadium, Adana                           |                                                |
| 12 mars 1986 · Historique des rencontres | Altıntaş 23e | (1 - 0) |        | Spectateurs : 20 000 Arbitrage : Berisa Sinasi | Spectateurs : 20 000 Arbitrage : Berisa Sinasi |
| 12 mars 1986 · Historique des rencontres | Rapport      |         |        | Spectateurs : 20 000 Arbitrage : Berisa Sinasi | Spectateurs : 20 000 Arbitrage : Berisa Sinasi |

| Match amical                             | Suisse  | 0 - 1   | Allemagne de l'Ouest | Parc Saint-Jacques, Bâle                      |                                               |
| 9 avril 1986 · Historique des rencontres |         | (0 - 1) | 35e Hoeness          | Spectateurs : 25 000 Arbitrage : Joël Quiniou | Spectateurs : 25 000 Arbitrage : Joël Quiniou |
| 9 avril 1986 · Historique des rencontres | Rapport |         |                      | Spectateurs : 25 000 Arbitrage : Joël Quiniou | Spectateurs : 25 000 Arbitrage : Joël Quiniou |

| Match amical                           | Suisse         | 2 - 0   | Algérie | Les Charmilles, Genève                          |                                                 |
| 6 mai 1986 · Historique des rencontres | Hermann 8e 14e | (2 - 0) |         | Spectateurs : 6 200 Arbitrage : Roger Schoeters | Spectateurs : 6 200 Arbitrage : Roger Schoeters |
| 6 mai 1986 · Historique des rencontres | Rapport        |         |         | Spectateurs : 6 200 Arbitrage : Roger Schoeters | Spectateurs : 6 200 Arbitrage : Roger Schoeters |

| Match amical                             | Suisse                   | 2 - 0   | France | La Pontaise, Lausanne                                  |                                                        |
| 19 août 1986 · Historique des rencontres | Hermann 72e · Sutter 75e | (0 - 0) |        | Spectateurs : 22 000 Arbitrage : Karl-Heinz Tritschler | Spectateurs : 22 000 Arbitrage : Karl-Heinz Tritschler |
| 19 août 1986 · Historique des rencontres | Rapport                  |         |        | Spectateurs : 22 000 Arbitrage : Karl-Heinz Tritschler | Spectateurs : 22 000 Arbitrage : Karl-Heinz Tritschler |

| Match amical                             | Autriche   | 1 - 1   | Suisse     | Tivoli, Innsbruck                                   |                                                     |
| 27 août 1986 · Historique des rencontres | Polster 8e | (1 - 0) | 50e Bickel | Spectateurs : 8 030 Arbitrage : Alphonse Constantin | Spectateurs : 8 030 Arbitrage : Alphonse Constantin |
| 27 août 1986 · Historique des rencontres | Rapport    |         |            | Spectateurs : 8 030 Arbitrage : Alphonse Constantin | Spectateurs : 8 030 Arbitrage : Alphonse Constantin |

| Éliminatoires de l'Euro 1988                  | Suède           | 2 - 0   | Suisse | Råsunda, Stockholm                                |                                                   |
| 24 septembre 1986 · Historique des rencontres | Ekström 19e 79e | (1 - 0) |        | Spectateurs : 26 489 Arbitrage : Vojtěch Christov | Spectateurs : 26 489 Arbitrage : Vojtěch Christov |
| 24 septembre 1986 · Historique des rencontres | Rapport         |         |        | Spectateurs : 26 489 Arbitrage : Vojtěch Christov | Spectateurs : 26 489 Arbitrage : Vojtěch Christov |

| Éliminatoires de l'Euro 1988                | Suisse   | 1 - 1   | Portugal      | Wankdorf, Berne                                     |                                                     |
| 29 octobre 1986 · Historique des rencontres | Bregy 6e | (1 - 0) | 86e Fernandes | Spectateurs : 11 000 Arbitrage : Siegfried Kirschen | Spectateurs : 11 000 Arbitrage : Siegfried Kirschen |
| 29 octobre 1986 · Historique des rencontres | Rapport  |         |               | Spectateurs : 11 000 Arbitrage : Siegfried Kirschen | Spectateurs : 11 000 Arbitrage : Siegfried Kirschen |

| Éliminatoires de l'Euro 1988                         | Italie                                  | 3 - 2   | Suisse                  | Giuseppe-Meazza, Milan                            |                                                   |
| 15 novembre 1986 · 14h30 · Historique des rencontres | Donadoni 1re · Altobelli 51e 85e (pen.) | (1 - 1) | 31e Brigger · 89e Weber | Spectateurs : 70 000 Arbitrage : Aron Schmidhuber | Spectateurs : 70 000 Arbitrage : Aron Schmidhuber |
| 15 novembre 1986 · 14h30 · Historique des rencontres | Rapport                                 |         |                         | Spectateurs : 70 000 Arbitrage : Aron Schmidhuber | Spectateurs : 70 000 Arbitrage : Aron Schmidhuber |